# ディーメルゼー
ディーメルゼー (ドイツ語: Diemelsee) は、ドイツ連邦共和国ヘッセン州ヴァルデック＝フランケンベルク郡北西部の町村（以下、本項では便宜上「町」と記述する）であり、ウプラント地方の一部をなす。

## 地理

### 位置
ディーメルゼーは、ザウアーラント地方東部のヘッセン州部分に位置する。この地方はザウアーラント地方と呼ばれる。この町最大の集落であるアードルフは、コーブルクから北西に約 11 km、パーダーボルンから南に約 41 km（ともに直線距離）離れている。
西の町境はイッター川に沿っている。この川はディーメル湖に流れ込むが、この湖は北東方向に延びている。この川の両岸にはロタール山地の北東の支脈がそびえている。ここには、町域内最高峰のドンメル山（海抜 738 m）やコッペン山（海抜 715.1 m）がある。南西方角のウッセルン（ヴィリンゲンの集落）から流れてきたディーメル川はダイスフェルト地区からこの町に流れ込み、町内で北に向きを変えるとヘーリングハウゼンの南約 1.5 km でやはりディーメル湖に至る。この湖は町で最大の水域を形成しているのだが、そのダムはノルトライン＝ヴェストファーレン州のマルスベルク市内にある。この他のまとまった水域としては、シュヴァインスビュール地区近郊の町内南部に湧出するレーネ川を挙げることができる。この川は、町域を主に北に向かって流れている。この川は、アードルフを過ぎて北に数 km の地点から町域を離れ、その後すぐにディーメル川に合流する。レーネ川の谷は海抜 327 m で、この町の最低地点である。
コーブルク方面では、町域はヴァルデッカー台地に移行する。また、北東部はローテ・ラント地方の南部に属す。

### 地質学
褶曲した古生代の走向はおおむね南西 - 北東方向である。町内の北部では所々で輝緑岩層が古生代の粘板岩層を貫いているのが見える。レーネッゲ地区の近郊では1961年にもまだ輝緑岩が採掘されていた。アードルフ周辺地区では赤鉄鉱床（クリスティアーネ坑）を伴うアイゼンベルク＝クヴァルツィットがある。アードルフの北のマルテンベルク付近では鉄鉱石が露天掘りで採掘されていた。この地区の南は石炭紀前期の石灰岩層につながっている。また、アードルフ付近では、デボン紀後期以降の様々な種類の化石も見られる。

### 町域の広がり

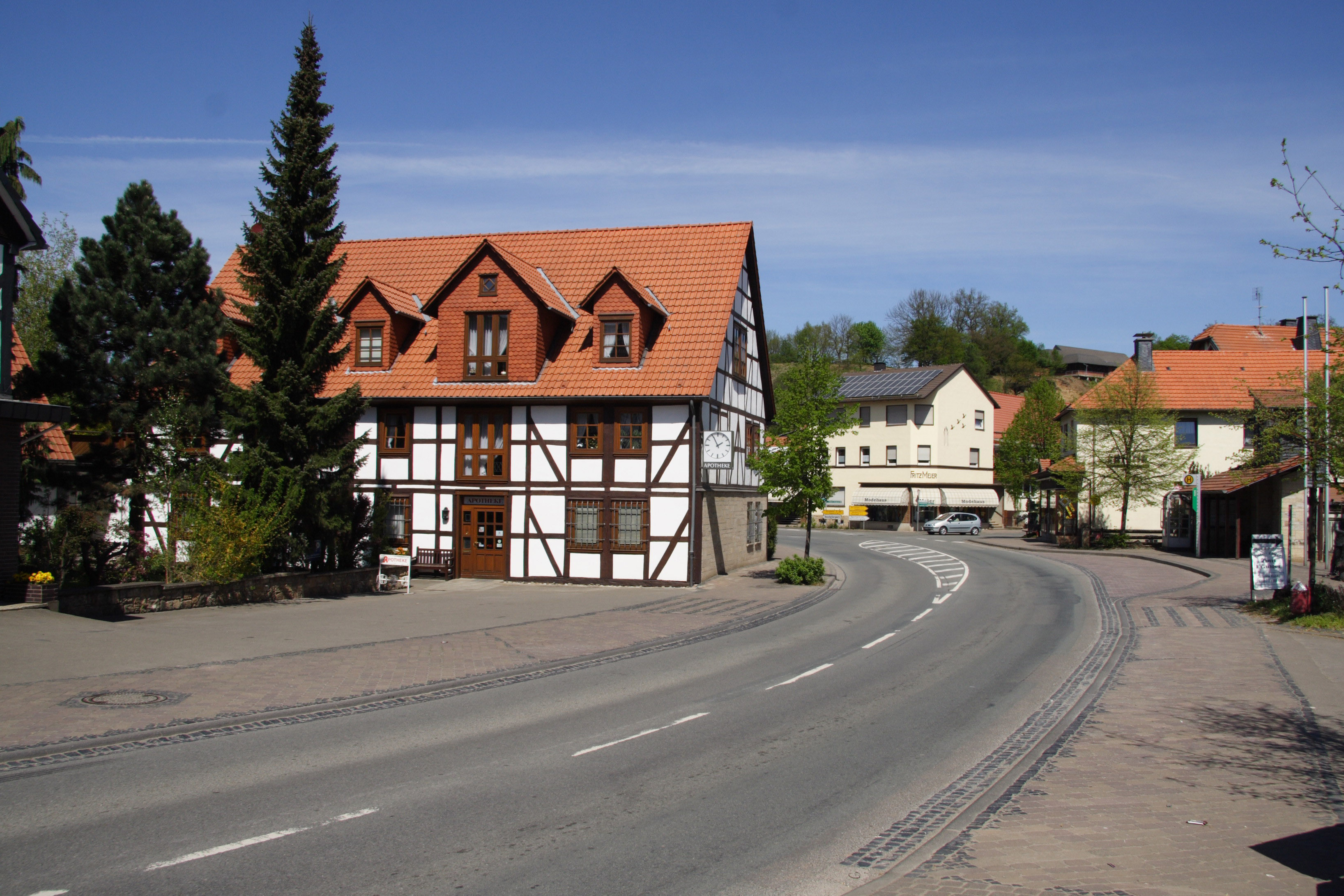
アードルフ地区の街並み

この町は、西のボントキルヒェンから東のバート・アーロルゼンまで、ノルトライン＝ヴェストファーレン州の州境沿いに東西 20 km 以上にわたって広がっている。南北はマルスベルクに接するヴァウタースベルクを北、ベーミヒハウゼン近郊のバーベルベルクを南として、11 km 以上ある。
ヘッセン州統計局によると、町域面積 121.70 km2 中、73.15 2 が農業に利用され、35.39 2 を森林が占める。交通用地は 6.29 2、住宅地、商工業用地および空き地が 3.59 2 である。水域は 2.13 2 である。

### 隣接する市町村
ディーメルゼーの町は、西はブリーロン、北はマルスベルク（ともにノルトライン＝ヴェストファーレン州ホーホザウアーラント郡）、北東はバート・アーロルゼン、東はツヴィステタール、南はコルバッハ、南西はヴィリンゲン（以上、いずれもヴァルデック＝フランケンベルク郡）と境を接する。ブリロン＝ボントキルヒェンに接するシュトルムブルーフ地区の境界部分の土地は、2009年11月にノルトライン＝ヴェストファーレン州に譲渡された。

### 自治体の構成
ディーメルゼーの町は、ヘッセン州の地域再編に伴って1972年1月1日に、以下の13地区が自由意思によって合併して成立した。町の行政機能はアードルフ地区にある。この地区は、町で最大の集落でもある。
| - アードルフ （1,598人） - ベンクハウゼン （156人） - ダイスフェルト （87人） - フレヒトドルフ （563人） - ギプリングハウゼン （141人） - ヘーリングハウゼン （366人） - オットラー （156人） | - レーネッゲ （427人） - シュヴァインスビュール （122人） - シュトルムブルーフ （307人） - ズーデック （145人） - ファスベック （495人） - ヴィルミヒハウゼン （398人） |

（人口は、2012年1月15日現在）

## 行政

### 議会
ディーメルゼーの町議会は、31議席からなる。

### 首長
町長は、無所属のフォルカー・ベッカーである。

### 紋章
紋章は、波線状に斜め二分割。上部は金地に、8つの突起を持つ黒いヴァルデックの星。下部は青地に、5弁の銀のバラ。バラは金の芯と緑の葉をつけている。配色はパートベルク家の紋章から採られた。バラは、パートベルク家の傍流にあたるアードルフ家の紋章に由来する。

### 姉妹自治体
- ゲシュヴェンダ（ドイツ、テューリンゲン州）1991年
- デン・ハム（オランダ）

## 文化と見所

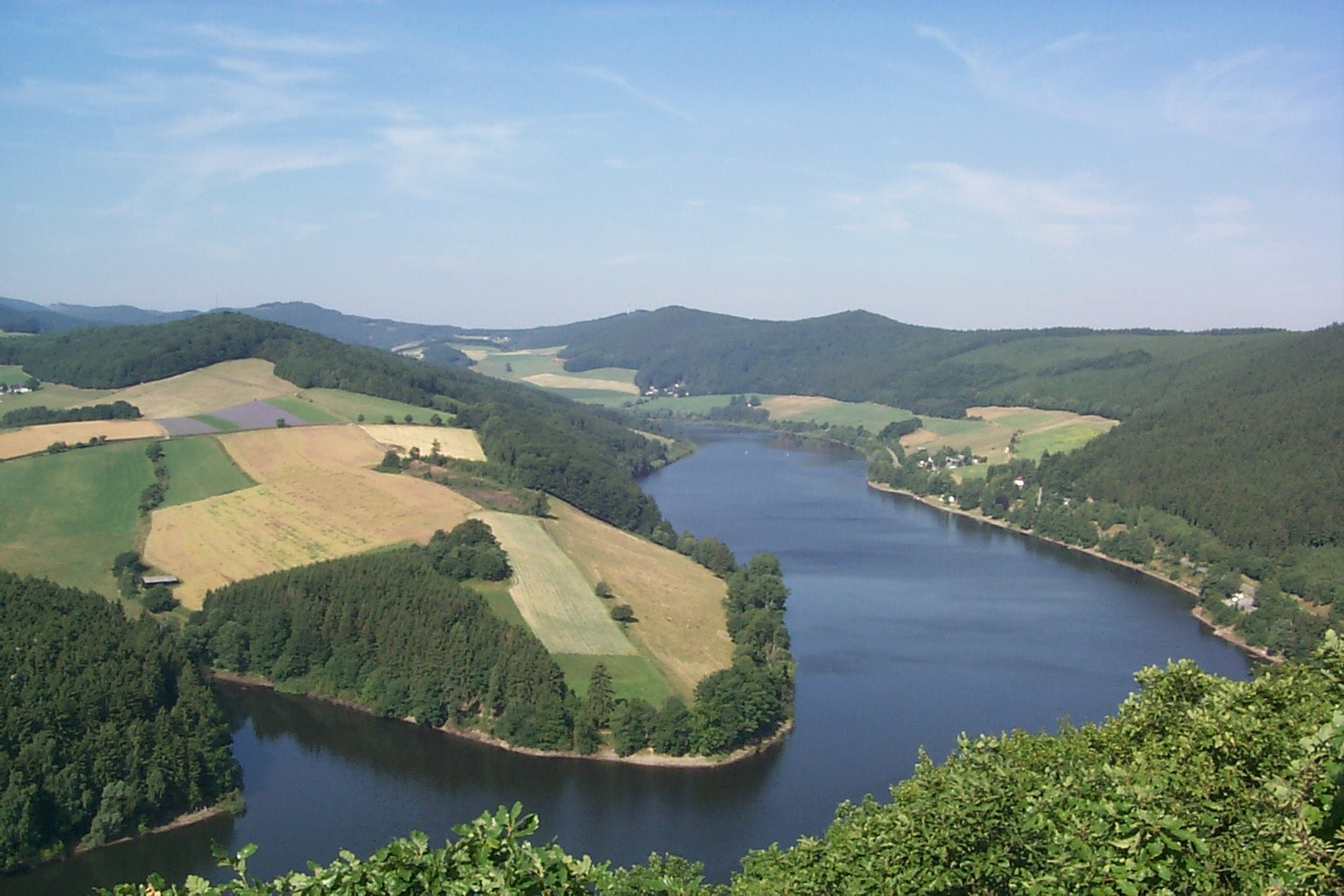
ディーメル湖

### ハイキング地
ディーメルゼーに近い有名なハイキング地は、ディーメル湖とウプラントである。アードルフ地区には、観光鉱山「クリスティアーネ坑」がある。自然が好きな人や地質学愛好家にはアードルフのマルテンベルクにある「クリッペ」への小径がお薦めである。フレヒトドルフ修道院の一部である2つのロマネスク様式の塔を持つ教会は、フレヒトドルフ地区にある。ここでは、アードルフ、ヘーリングハウゼン、シュヴァイビュールにある宗教文化財を有する防衛教会とともに、旧修道院の保護と利用に努めるフレヒトドルフ修道院保護協会がある。

### 音楽
ディーメルゼーには、アードルフ、フレヒトドルフ、ギープリングハウゼン、オットラー、レーネッゲ、シュヴァインスビュール、ファスベック、ヴィルミヒハウゼンの各地区に合わせて13の合唱団がある。さらに、ベンクハウゼン、アードルフ、フレヒトドルフ、オットラー、レーネッゲ、ズーデック、ヴィルミヒハウゼンには、手回しオルガンのサークルからパレードの楽隊まで7つの音楽サークルがある。

### サークル活動
ディーメルゼーには、町内各地区で様々な特徴のあるサークル活動が行われている。ほとんどすべての地区に少なくとも1つは婦人会と合唱団がある。アードルフには射撃会や歴史サークルがある。

### 公園
ディーメルゼー自然公園は、西はホペッケタールから東はレーネに至る州境の両側に広がっている。この自然公園内には、遊歩道や自転車道の他に、ディーメル湖でのウォータースポーツのための施設が用意されている。

### 自然文化財
マルテンベルクのローテ・クリッペは、ローゼンシュレッシェンとも呼ばれる、堆積した鉄鉱石の陥没孔である。これは3億6千万年以上前のデボン紀中期から後期の海底火山の噴火堆積物からなる。ローテ・クリッペはヴァルデック＝フランケンベルク郡の自然文化財として保護されている。
- フレヒトドルフ修道院教会
- アードルフの防衛教会の内陣席
- ローテ・クリッペ

## 経済と社会資本

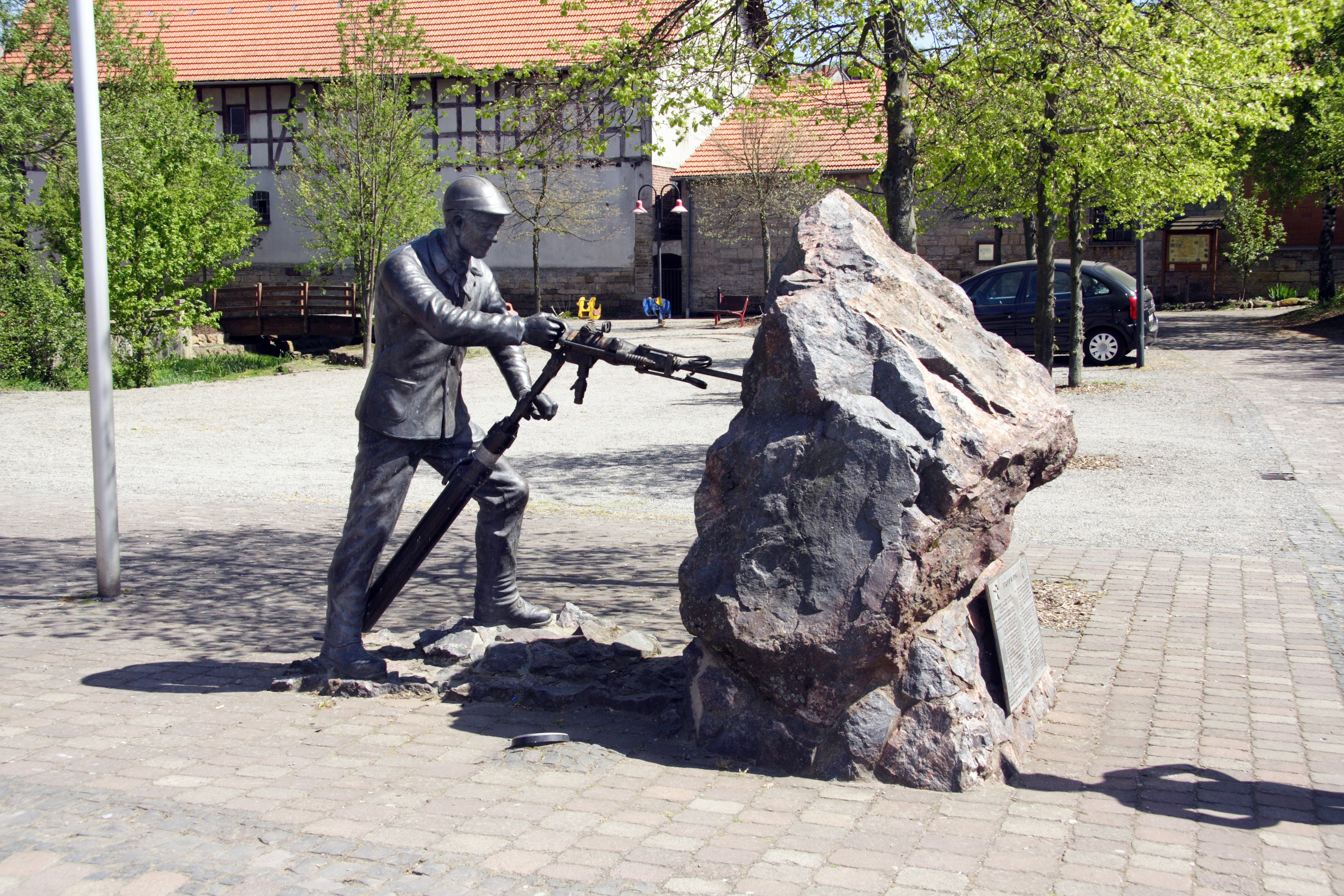
鉱山労働記念碑

この町の住民は主に農業、手工業、小規模な工業、観光業に就いている。フレヒトドルフには1960年から農業機械の製造業者である Weidemann 社がある。

### 交通
アードルフは、コルバッハ方面、マルスベルク＝ブレーデラー方面、バート・アーロルゼン方面から、州道が通っている。アウトバーン A44号線のマルスベルク・インターチェンジは約 20 km の距離にあり、同じ A44号線のブロイナ・インターチェンジは 41 km の距離にある。
この町には鉄道の駅はない。最寄りの駅は、コルバッハ、バート・アーロルゼン、マルスベルク＝ブレーデラーにある。

### 公共機関
すべての地区には、公民館または集会場がある。町は、アードルフ、ヘーリングハウゼン、ファスベックの幼稚園を運営している。

### 教育
アードルフ地区には、基礎課程学校、本課程学校、実科学校を含むミッテルプンクトシューレがある。ギムナジウムや専門学校はバート・アーロルゼン、コルバッハ、ヴィリンゲンにある。コルバッハ＝バート・アーロルゼン職業学校 (BSK) は職業教育の仕上げを行う学校である。